# Catalan barcelonais
Pour les articles homonymes, voir barcelonais.

Localisation de l'aire du catalan barcelonais sur une carte comarcale de la Catalogne.

Le catalan barcelonais est la modalité dialectale du catalan parlée à Barcelone et dans son aire urbaine.
C'est un sous-dialecte du catalan central et est donc rattaché au bloc oriental. Il présente néanmoins certains traits phonétiques, morphosyntaxiques et lexicaux qui le caractérise.

## Histoire
Ce dialecte trouve ses racines dans le catalan importé lors de la Reconquista depuis la Vieille Catalogne. Les différences avec les dialectes géographiquement proches sont apparues bien plus tard, à la fin du XIXe siècle.
Pendant le Moyen Âge ou le Siècle d'or valencien, il ne va pas jouer de rôle majeur. C’est pendant la Renaixença que les écrivains de la région barcelonaise vont lui donner son prestige littéraire et culturel, certains d’entre eux enrichissaient l’écriture par des termes d’autres variétés de la langues. Cela a probablement eu beaucoup de poids dans la normativisation de la langue, Pompeu Fabra (originaire de Gràcia) a lui-même reconnu avoir éliminé de nombreuses impuretés de la langue.
Pendant le XXe siècle, le barcelonais a été le dialecte catalan ayant subi le plus d’influence de la part du castillan à cause des migrations entre les régions de l’État espagnol. C’est ainsi qu’il a perdu beaucoup de son prestige et que différents dialectes sont apparus, appelés bleda, xava et light, chacun étant témoin d’un niveau différent d’hispanisation sur différents aspects. Ce dialecte a alors été très méprisé, considéré comme impur par les locuteurs des autres variantes du catalan oriental.
Malgré tout, ce dialecte est parlé dans une région densément peuplée et avec beaucoup d’habitants, et avec un certain poids dans les institutions et dans les médias catalanophones. Cela lui donne un certain poids et de nombreuses variétés du catalan central adoptent progressivement des caractéristiques du barcelonais.

## Phonétique

### Vocalisme
Comme le reste du catalan oriental central, le dialecte a un total de 8 voyelles différentes, 7 en position tonique et 3 en position atonique ([i], [u] et la voyelle neutre).
Les différences avec les autres dialectes centraux sont :
- Tendance à prononcer la voyelle neutre /ə/ en voyelle quasi-ouverte [ɐ]. C'est la caractéristique la plus marquante de l'accent barcelonais. Elle a pour origine la pression du castillan et la différence peut être marquée entre les générations.
- Différentiation plus claire entre le o fermé [o] et le o ouvert [ɔ], plus que dans le nord du dialecte central, mais pas autant qu'en catalan baléare.
- Différentiation du e ouvert [ɛ] et du e fermé [e], bien qu'étant tous les deux un peu plus fermés que dans le nord du dialecte central.

Élisions :
- Élision systématique des A atones initiaux : adéu - 'déu (adieu), anar - 'nar (aller), haver - 'ver (avoir), agafar - 'gafar (prendre). Ce phénomène est très courant avant la proposition per (pour) : per aquí - per 'quí, per això - per 'xò, per allò - per 'llò. Ce trait est commun à toutes les variétés de catalan central.
- Élision de la voyelle neutre entre une occlusive ou une fricative et un R si ça peut former un groupe consonantique : barana - brana, caramel - carmel, però - prò, veritat - vritat... C'est un autre trait général du catalan central.
- Simplification du groupe final -gua atone : llengua - llenga, aigua - aiga. Ce phénomène linguistique est en recul.

Déviation ponctuelle des neutralisations du catalan oriental :
- Prononciation des apocopes comme en catalan occidental : foto ['fo.to], moto ['mo.to] (attribuable à l'interférence avec le castillan)
- Neutralisation du E dans le phonème "eo" : geòleg [d͡ʒɐ'ɔlɐk]
- Pas de neutralisation du e dans les mots finissant par -ase : base ['ba.ze], fase ['fa.ze] (attribuable à l'interférence avec le castillan)
- Création de diphtongues croissantes pas système : família [fɐ'mi.ljɐ] au lieu de [fə'mi.li.ə] (pas généralisé). On retrouve ce trait dans d'autres parties du catalan central.

### Consonantisme
- Sonorisation du SS du suffixe -ssió : pressió [prɐ'zjo] au lieu de [prə.si'o], commun dans le reste du domaine linguistique
- Tendance au yéisme (pas systématique) : le phonème /ʎ/ est prononcé [j]
- Tendance à l'assourdissement du phonème /d͡ʒː/ en position intervocalique : metge ['me.t͡ʃɐ], platja ['pla.t͡ʃɐ], mitjons [mi't͡ʃons], mitja ['mi.t͡ʃɐ]
- Les fricatives palatales [ʃ], [ʒ] sont affriquées [t͡ʃ], [d͡ʒ] au début des mots ou derrière une consonne : xarop [t͡ʃɐˈɾɔp], panxa [ˈpant͡ʃɐ], Jordi [ˈd͡ʒɔɾði], penja [ˈpend͡ʒɐ]
- Dans les mots qui commencent par ex-, le X s'articule parfois [d͡z] ou [d͡ʒ] : exèrcit [ɐˈd͡zɛrsit ~ ɐˈd͡ʒɛrsit]
- Dans les mots où le -r final est prononcé, un [t] final est systématiquement rajouté : cor ['kɔrt], mar ['mart]. Commun à tout le catalan central.
- Dans certains mots finissant par un -i atone, un [t] final apparaît parfois : col·legi [ku'ɫɛʒit], api ['apit]. On le retrouve dans pas mal de dialectes.
- Tendance à prononcer les -r finaux[Lesquels ?][réf. nécessaire] : actor, ascensor, familiar...

## Lexique
Le lexique du catalan barcelonais se caractérise notamment par une présence accrue d'hispanismes (emprunts au castillan), bien qu'une certaine conscience normative dans la population ait également aidé à la diffusion et à l’acceptation dans l'ensemble du domaine linguistique de certains mots aujourd'hui considérés comme plus corrects en lieu et place d'hispanismes autrefois très diffusés (comme abans au lieu de l'hispanisme antes, « avant »).